# Psidium sartorianum
El arrayán (Psidium sartorianum) es un árbol que pertenece a la familia Myrtaceae. Algunos de sus nombres comunes son: guayabillo (Guerrero, Oaxaca, Chiapas, Yucatán), arrayán (Sinaloa, Veracruz, Oaxaca, Jalisco y Durango); pichi che' macho y pichiche' (maya, Yucatán); choquey (guarijío, Chiahuahua); ntzú (Jalisco). Habita en selvas mediana y baja.

## Descripción
Árboles hasta 30 m y un diámetro hasta 60 cm; tiene un tronco derecho, con ramas ascendentes y gruesas, copa angosta; brotes jóvenes glabros o esparcida a moderadamente pelosos; tricomas diminutos o hasta 0.2(-4) mm, simples, crespos, suberectos o antrorsos, blanquecinos a amarillentos. Ramas jóvenes glabras a moderadamente pelosas, pardo rojizas a verde amarillas, volviéndose glabrescentes con la edad, lisas o ligeramente estriadas, grises. La corteza externa es escamosa, que se desprende en piezas lisas, delgadas y alargadas, es de color pardo amarillenta con manchas grisáceas, la interna es rosada.
Hojas; yemas de has 0.5 mm, redondeadas, cubiertas por escamas morenas, glabras; las hojas son decusadas simples, presenta numerosas glándulas transparentes, lanceolado-elípticas, las láminas 1.5 x 0.7 a 6.5 x 2.3 cm, 1.7-3.5 veces más largas que anchas, coriáceas o subcoriáceas, verde olivo oscuro, pardo rojizo o casi negro cuando secas, con frecuencia ligeramente moteadas en el haz o algunas veces todo el haz grisáceo, glabras o frecuentemente esparcidamente pelosas a lo largo de los márgenes y la costilla media del haz; vena media casi aplanada o con menos frecuencia ligeramente impresa proximalmente en el haz, marcada en el envés; nervaduras laterales ca. 10 pares, poco marcadas, separándose de la vena media en un ángulo de ca. 45°, unidas cerca del margen por una nervadura lateral anchamente arqueada; base redondeada, cuneada, acuminada; márgenes enteros; ápice agudo u obtusamente acuminado o menos frecuentemente obtuso; pecíolos 1-3 × 0.3-0.7 mm, acanalados o no, glabros o pelosos.
Flores solitarias o en pequeñas cimas axilares de hasta 2 cm de largo; flores solitarias sobre pedúnculos de 10 a 15 mm pubescentes; flor perfumada, actinomorfa, de 12 a 15 mm de diámetro, cáliz cupular en la base, de 3 mm de largo, cerrado en botón; cinco pétalos blancos, de 3 a 3.5 mm de largo, orbiculares, insertos en el tubo del cáliz.
Los frutos son bayas de 2 a 5 cm de diámetro subglobosos a piriformes, con cáliz frecuentemente persistente, amarillas y glabras, con el mesocarpo pulposo de color amarillento, con sabor a guayaba; semillas 5 por fruto, 5-7 mm de largo, redondeadas, sublenticulares, muy duras.

## Distribución y hábitat
Se encuentra en selvas medianas subperennifolias, selvas medianas subcaducifolias y selvas bajas caducifolias. A una altitud de 50-1200 m s. n. m. En México desde el sur de Tamaulipas, San Luis Potosí, Puebla y Veracruz hasta Chiapas, en la península de Yucatán, Campeche, Quintana Roo y en el Pacífico de Sinaloa hasta Chiapas; Centroamérica, Colombia, Venezuela, Ecuador, Bolivia, Brasil, Puerto Rico.

## Usos
Su madera se utiliza localmente para construcción. Su fruto es comestible y medicinal.